# Amphipholis procidens
Amphipholis procidens is een slangster uit de familie Amphiuridae.
De wetenschappelijke naam van de soort werd in 1930 gepubliceerd door René Koehler.